# Barings Bank

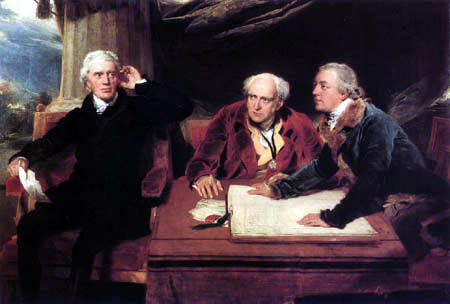
Francis Baring (links), zusammen mit John Baring und Charles Wall

Die Barings Bank war eine britische Investmentbank.

## Anfänge
Ihre Wurzeln lagen in einem 1717 von dem Bremer Kaufmann Johann Baring (1697–1748) in Exeter gegründeten Handelsgeschäft. Dessen Söhne siedelten 1762 nach London über und gründeten dort das Unternehmen John & Francis Baring & Co. Baring wurde im 19. Jahrhundert neben Rothschild zur führenden Londoner Bank. 
Das 1806 in Baring Brothers and Company umbenannte Unternehmen begann nun vermehrt, Regierungstätigkeiten zu finanzieren. 1803 finanzierte die Bank den Kauf von Louisiana durch die USA. Baring half der britischen Regierung bei der Finanzierung der Napoleonischen Kriege und akquirierte in den folgenden Jahrzehnten umfangreiche Geschäfte auch mit der französischen und russischen Regierung.

## Konkurs 1890
Ab 1880 investierte die Bank umfangreich in südamerikanischen Unternehmen und vergab Anleihen an südamerikanische Staaten, vor allem an Argentinien. Nachdem die Rohstoffpreise im Laufe des Jahres 1890 jedoch stark nachgegeben hatten, konnte Argentinien Ende 1890 seine Auslandsschulden nicht länger zurückzahlen – damit besaß Baring wertlose argentinische Anleihen in Höhe von 21 Millionen Pfund. In der Folgezeit gelang es der Bank of England unter der Leitung von William Lidderdale, der tiefgreifende Folgen für die Gesamtwirtschaft des Empire fürchtete, ein Konsortium aus über 100 Banken und Einzelpersonen zu bilden, das genug Kapital aufbrachte, um die Verbindlichkeiten der Baring Brothers and Company zu befriedigen. Die Bank meldete Konkurs an, und aus der Konkursmasse heraus wurde umgehend die Baring Brothers & Co. Ltd. als Aktiengesellschaft neugegründet, die einen Großteil des bisherigen Geschäfts übernahm. 
Die Folge der Baring-Krise war jedoch eine deutliche Verringerung der britischen Auslandskredite, was 1893 zu Wirtschaftskrisen in Südafrika, Australien und den USA beitrug.

## Zusammenbruch 1995
Riskante und unerlaubte Zins- und Indexspekulationen des Terminhändlers Nick Leeson in Singapur führten am 26. Februar 1995 zu einem Verlust von 1,4 Milliarden US-Dollar und damit zum Bankrott der Barings Plc. Die niederländische ING Groep erwarb daraufhin am 6. März 1995 das Unternehmen für ein symbolisches Britisches Pfund und führte bis 2005 Teile ihres Investmentbank-Geschäftes unter der Marke ING Barings. 2005 wurde ING Barings als eigene Gesellschaft ausgegliedert und unter dem Namen Baring Asset Management an den amerikanischen Lebensversicherer Massachusetts Mutual Life Insurance Company verkauft.

## Lehre aus dem Zusammenbruch 1995
Der Fall der Barings Bank dient deshalb bis heute als Lehrbeispiel einer schlechten Ablauforganisation, da hier die mangelhafte Zusammenarbeit zwischen Frontoffice, Abwicklung (backoffice) und Finanzrisikocontrolling den wirtschaftlichen Kollaps dieser Bank begünstigte. Mit Hinweis auf diesen auch in der Öffentlichkeit breit diskutierten Fall wurde auch in Unternehmen, die zwar im Bereich derivativer Finanzinstrumente aktiv sind, aber nicht zu den Finanzinstitutionen zählen, eine strikte Trennung zwischen Frontoffice und Backoffice eingerichtet und seit den späten 1990er-Jahren auch zunehmend ein Finanzrisikocontrolling etabliert.